# 앙골라콜로부스
앙골라콜로부스(Colobus angolensis)는 콜로부스속(Colobus)에 속하는 구세계원숭이로, 나무 위에서 사는 수목형 원숭이다.

## 아종
- 스클레이터앙골라콜로부스 (C. a. angolensis)
- 파웰코튼앙골라콜로부스 (C. a. cottoni)
- 아돌프프리드리히앙골라콜로부스 또는 루웬조리콜로부스 (C. a. ruwenzorii)
- 코디에르앙골라콜로부스 (C. a. cordieri)
- 프리고진앙골라콜로부스 (C. a. prigoginei)
- 피터앙골라콜로부스 또는 탄자니아콜로부스 (C. a. palliatus)

## 계통 분류
다음은 콜로부스족의 계통 분류이다.

|  | 동부콜로부스                                                  |
|  |                                                               |
|  | \| \| 서부콜로부스 \| \| \| \| \| \| 센털콜로부스 \| \| \| \| |
|  |                                                               |
|  | 서부콜로부스                                                  |
|  |                                                               |
|  | 센털콜로부스                                                  |
|  |                                                               |

|  | 서부콜로부스 |
|  |              |
|  | 센털콜로부스 |
|  |              |

|  | 동부콜로부스                                                  |
|  |                                                               |
|  | \| \| 서부콜로부스 \| \| \| \| \| \| 센털콜로부스 \| \| \| \| |
|  |                                                               |
|  | 서부콜로부스                                                  |
|  |                                                               |
|  | 센털콜로부스                                                  |
|  |                                                               |

|  | 서부콜로부스 |
|  |              |
|  | 센털콜로부스 |
|  |              |

|  | 동부콜로부스                                                  |
|  |                                                               |
|  | \| \| 서부콜로부스 \| \| \| \| \| \| 센털콜로부스 \| \| \| \| |
|  |                                                               |
|  | 서부콜로부스                                                  |
|  |                                                               |
|  | 센털콜로부스                                                  |
|  |                                                               |

|  | 서부콜로부스 |
|  |              |
|  | 센털콜로부스 |
|  |              |

|  | 동부콜로부스                                                  |
|  |                                                               |
|  | \| \| 서부콜로부스 \| \| \| \| \| \| 센털콜로부스 \| \| \| \| |
|  |                                                               |
|  | 서부콜로부스                                                  |
|  |                                                               |
|  | 센털콜로부스                                                  |
|  |                                                               |

|  | 서부콜로부스 |
|  |              |
|  | 센털콜로부스 |
|  |              |

|  | 붉은콜로부스속   |
|  |                  |
|  | 올리브콜로부스속 |
|  |                  |

|  | 동부콜로부스                                                  |
|  |                                                               |
|  | \| \| 서부콜로부스 \| \| \| \| \| \| 센털콜로부스 \| \| \| \| |
|  |                                                               |
|  | 서부콜로부스                                                  |
|  |                                                               |
|  | 센털콜로부스                                                  |
|  |                                                               |

|  | 서부콜로부스 |
|  |              |
|  | 센털콜로부스 |
|  |              |

|  | 동부콜로부스                                                  |
|  |                                                               |
|  | \| \| 서부콜로부스 \| \| \| \| \| \| 센털콜로부스 \| \| \| \| |
|  |                                                               |
|  | 서부콜로부스                                                  |
|  |                                                               |
|  | 센털콜로부스                                                  |
|  |                                                               |

|  | 서부콜로부스 |
|  |              |
|  | 센털콜로부스 |
|  |              |

|  | 동부콜로부스                                                  |
|  |                                                               |
|  | \| \| 서부콜로부스 \| \| \| \| \| \| 센털콜로부스 \| \| \| \| |
|  |                                                               |
|  | 서부콜로부스                                                  |
|  |                                                               |
|  | 센털콜로부스                                                  |
|  |                                                               |

|  | 서부콜로부스 |
|  |              |
|  | 센털콜로부스 |
|  |              |

|  | 동부콜로부스                                                  |
|  |                                                               |
|  | \| \| 서부콜로부스 \| \| \| \| \| \| 센털콜로부스 \| \| \| \| |
|  |                                                               |
|  | 서부콜로부스                                                  |
|  |                                                               |
|  | 센털콜로부스                                                  |
|  |                                                               |

|  | 서부콜로부스 |
|  |              |
|  | 센털콜로부스 |
|  |              |

|  | 붉은콜로부스속   |
|  |                  |
|  | 올리브콜로부스속 |
|  |                  |

## 신체적 특징
모든 콜로부스속 원숭이들처럼, 앙골라콜로부스는 검은색 털과 검은 얼굴, 그리고 길고 흰 타래진 머리털을 지니고 있다. 또한 어깨 위로 흰 머리가 망토처럼 덮여 있다. 가늘고 긴 꼬리는 검거나 희지만, 끝은 언제나 희다. 몸 전체에서 흰 부분의 면적과 털의 길이는 지역에 따라서 의미있는 차이를 보인다. 추위로부터 자신을 보호하기 위해 저지대에 사는 동물보다 산에서 사는 동물이 더 길고 가는 털을 지니고 있다. 앙골라콜로부스의 몸길이는 50 ~ 70 cm이며, 대체적으로 수컷이 암컷보다 더 크다. 꼬리 길이는 약 75 cm이고, 몸무게는 9 kg에서 20 kg까지 다양하다.

## 분포와 습성
앙골라콜로부스는 울창한 우림에 존재하며, 저지대와 해안선의 산의 양 지역에서 산다. 대부분은 콩고 분지에 살며, 콩고강의 남부와 북동부에서 멀리 루웬조리와 부룬디 그리고 우간다 남서부까지 존재한다. 또한 동아프리카에서 발견되고, 특히 케냐와 탄자니아의 해안선 숲과 고립된 산 지역에서도 발견된다. 이름에 앙골라라는 이름이 붙여져 있음에도 불구하고, 앙골라에서는 매우 드물다. 모든 콜로부스 중에서, 앙골라콜로부스는 위도 상의 최남단에 존재한다. 지리적으로 동부콜로부스가 사는 지역의 남쪽에 분포하고 있다. 나무 위에서 생활한다.

## 생식
임신기간은 147~178일이고 한 배에 한 마리의 새끼를 낳으며 드물게 쌍둥이를 낳기도 한다.

## 먹이
앙골라콜로부스 먹이의 약 2/3는 나뭇잎이며, 1/3은 과일과 식물의 씨다. 탄자니아 동부에 사는 앙골라콜로부스는 주로 익은 과일에 의존해 살며, 보조적으로 잘 자란 잎을 먹는다.

## 수명
야생에서 20년, 사육 상태에서 30년이다.